# Stomachetosella normani
Stomachetosella normani är en mossdjursart som beskrevs av Hayward 1994. Stomachetosella normani ingår i släktet Stomachetosella och familjen Stomachetosellidae. Inga underarter finns listade i Catalogue of Life.